# Joseph Chang Chu-gi
Pour les articles homonymes, voir Saint Joseph et Chang.
Joseph Chang Chu-gi (en coréen 장주기 요셉) est un laïc chrétien coréen, catéchiste, martyr et saint catholique, né en 1802 ou 1803 à Suwon dans la province du Gyeonggi en Corée, mort décapité pour sa foi le 30 mars 1866 à Galmaemot, près de Boryeong, dans le Chungcheong.
Reconnu martyr et béatifié en 1968 par le pape Paul VI, il est solennellement canonisé à Séoul par Jean-Paul II le 6 mai 1984 avec cent deux autres martyrs de Corée. 
Saint Joseph Chang Chu-gi est fêté le 30 mars et le 20 septembre.

## Biographie
Joseph Chang Chu-gi naît à Suwon dans la province du Gyeonggi en Corée, en 1802 ou en 1803. Il est issu d'une famille aisée, comptant plusieurs diplomates. Sa belle-sœur lui enseigne la littérature chinoise.
Il se marie et a plusieurs enfants, puis se convertit au catholicisme. Il est baptisé à 26 ans par le P. Pacifique Yu Pang-ji, prêtre venu de Chine. Sa femme et ses enfants sont baptisés en même temps que lui,.
Joseph Chang est nommé catéchiste par le P. Maubant. Il enseigne d'abord chez lui, puis achète un petit bâtiment qu'il consacre à l'enseignement du catéchisme.
Pendant les persécutions, il part à quatre reprises se réfugier dans les montagnes. Lors de la fondation d'un séminaire dans la région, Joseph Chang offre sa maison de Paeron comme bâtiment du séminaire. Il travaille avec sa femme pour procurer de la nourriture aux séminaristes, et s'occupe de charges administratives pour le séminaire, sans rétribution,.
Il est arrêté en même temps que sa femme et des missionnaires le 1er mars 1866. Libéré par un arrangement local, à son regret car il ne voulait pas quitter les prêtres, il est de nouveau arrêté cinq jours plus tard, et envoyé devant le gouverneur de Jecheon. Celui-ci cherche à lui sauver la vie et veut le faire renoncer à sa foi, mais Joseph Chang affirme qu'il est catholique, reconnaît qu'il enseigne le christianisme et qu'il est le propriétaire des locaux du séminaire,. Le gouverneur l'envoie alors à Séoul, où il est sévèrement torturé, puis condamné à mort le 24 mars 1866.
Joseph Chang Chu-gi meurt décapité à Galmaemot, près de Boryeong, dans la province du Chungcheong le vendredi saint 30 mars 1866,.

## Canonisation
Joseph Chang Chu-gi est reconnu martyr par décret du Saint-Siège le 4 juillet 1968 et ainsi proclamé vénérable. Il est béatifié (proclamé bienheureux) le 6 octobre suivant par le pape Paul VI.
Il est canonisé (proclamé saint) par le pape Jean-Paul II le 6 mai 1984 à Séoul en même temps que cent deux autres martyrs de Corée. 
Saint Joseph Chang Chu-gi est fêté le 30 mars, jour anniversaire de sa mort, et le 20 septembre, qui est la date commune de célébration des martyrs de Corée.